# Машинний код

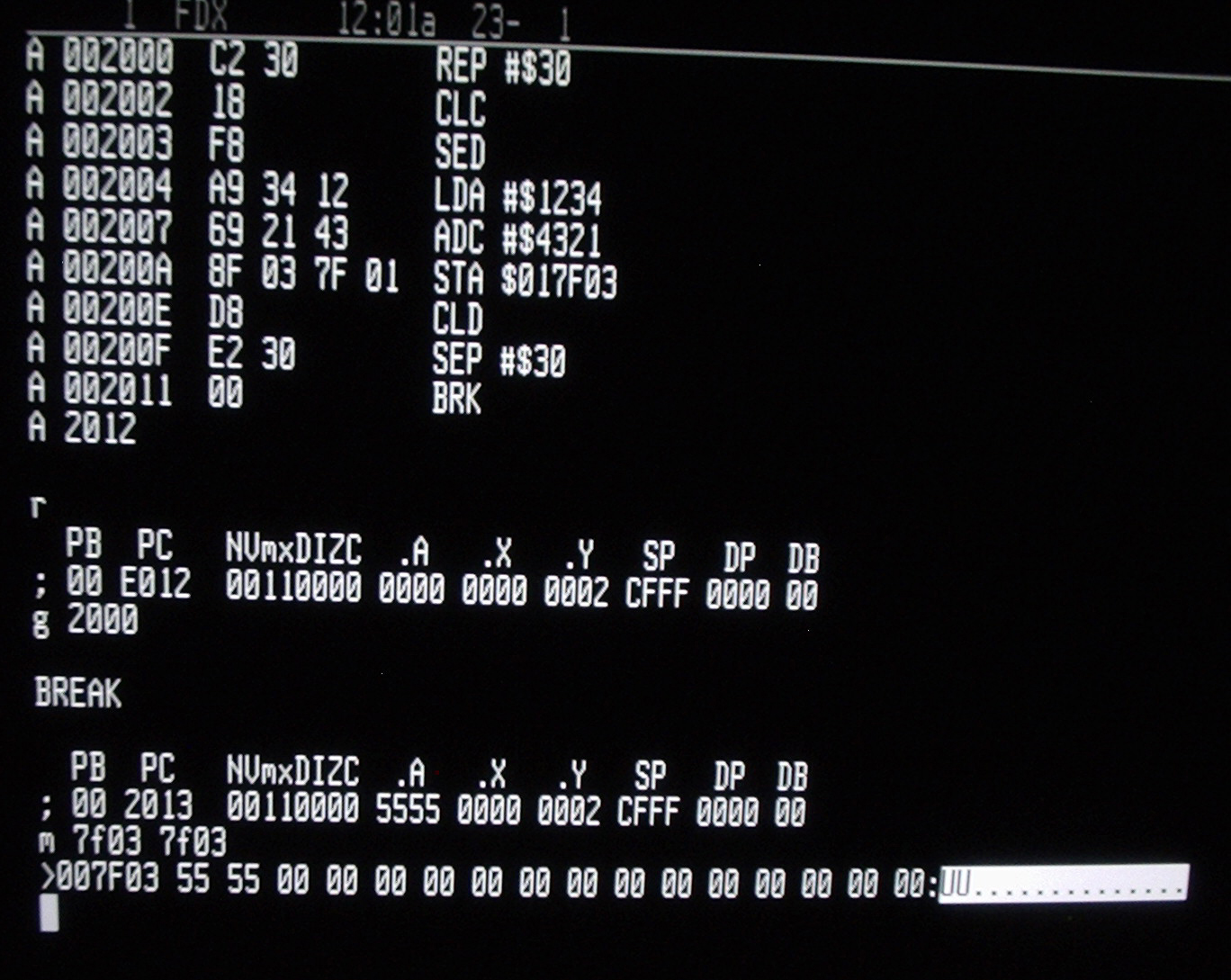
Машинна мова, яка обробляється мікропроцесором W65C816S, відображає розбирання коду та дампи регістру процесора та пам’яті

Маши́нний код, маши́нна мова в інформатиці — набір команд (інструкцій), які виконуються безпосередньо центральним процесором комп'ютера без транслятора.
Кожен тип центрального процесора має власний машинний код. Оскільки машинний код складається повністю з двійкових чисел (бітів), більшість програмістів пишуть програми на мовах програмування високого рівня. Програми, написані такими мовами, мають транслюватися в машинний код, що здійснює компілятор або інтерпретатор програм, ще до того, як комп'ютер починає їх виконувати. В той час як прості процесори виконують інструкції одна за одною (SISD за таксономією Флінна), суперскалярні процесори здатні виконувати декілька інструкцій одночасно.

## Інструкції машинного коду
Кожен процесор або сімейство процесорів має свій власний набір команд (інструкцій) машинного коду. Кожна машинна інструкція виконує певну дію; такими є операції з даними (наприклад, додавання чи копіювання машинного слова в регістрі або в пам'яті) або перехід до іншої частини коду (зміна порядку виконання; при цьому перехід може бути безумовним або умовним, залежним від результатів попередніх інструкцій). Будь-яка виконувана програма складається з послідовності таких атомарних машинних операцій.

## Мови асемблера та псевдокод
Машинний код можна розглядати як примітивну мову програмування або як найнижчий рівень представлення скомпільованих або асембльованих комп'ютерних програм. Хоча цілком можливо створювати програми прямо в машинному коді, зараз цього практично ніхто не робить. Якщо ж потрібно написати оптимізовану програму під певний мікропроцесор, то використовують переважно різні види мови асемблера. Також, якщо під рукою немає початкового коду програми високою мовою програмування, а необхідно внести певні зміни в код, зламати код і т.п. використовують дизасемблери, програми, що перетворюють машинний код в асемблерний, який більш зрозумілий кваліфікованим спеціалістам. За допомогою дизасемблери в деяких випадках можна змінювати машинний код таким чином що непотрібна повна перекомпіляція програм. Написання коду на машинному коді й наближених до нього асемблерних мовах доволі трудомістка задача, потребує хорошого знання будови мікропроцесора та апаратних засобів. Тому переважна більшість програм пишеться мовами вищого рівня і транслюється в машинний код компіляторами. Існують також спеціальні декомпілятори, які дозволяють перетворити машинний код в код мовою високого рівня.
Програми на інтерпретованих мовах (таких як BASIC або Python) не транслюються в машинний код; замість цього вони або виконуються безпосередньо інтерпретатором мови, або транслюються у псевдокод (байт-код), який згодом виконується інтерпретатором. Самі інтерпретатори — це програми, представлені в машинному коді. Загалом виконання псевдокоду не значно повільніше за виконання машинного коду і значно швидше за виконанням інтерпретатором звичайного коду зрозумілого людині. Програми на Java зазвичай передаються на цільову машину у вигляді байт-коду, який перед виконання транслюється в машинний код «на льоту» — за допомогою JIT-компіляції.

## Мікрокод
В деяких комп'ютерних архітектурах підтримка машинного коду реалізується ще більш низькорівневими програмами, що називаються мікропрограмами. Це дозволяє забезпечити єдиний інтерфейс машинного коду у всієї лінійки або сімейства комп'ютерів, які можуть мати значні структурні відмінності між собою, і полегшує перенесення програм в машинному коді між різними моделями комп'ютерів. Прикладом такого підходу є сімейство комп'ютерів IBM System/360 та їх наступників: попри різні шини шириною від 8 до 64 біт і вище, вони мають загальну архітектуру на рівні машинного коду (за винятком IBM System/360 Model 20, що був 16-розрядним).